# Malpartida (Salamanca)
Malpartida és un municipi a la província de Salamanca (comunitat autònoma de Castella i Lleó, Espanya).
| 1991 | 1996 | 2001 | 2004 |
| ---- | ---- | ---- | ---- |
| 197  | 175  | 138  | 133  |